# さくらコマース
株式会社さくらコマースは、東京都府中市に本社を置く企業。「さくらグループ」として、焼肉のたれなどを製造する食品メーカー「モランボン」などの関連企業がある。
会社名義で競馬の競走馬を保有し、「サクラ」の冠名をつけて走らせていることで知られている。

## 沿革

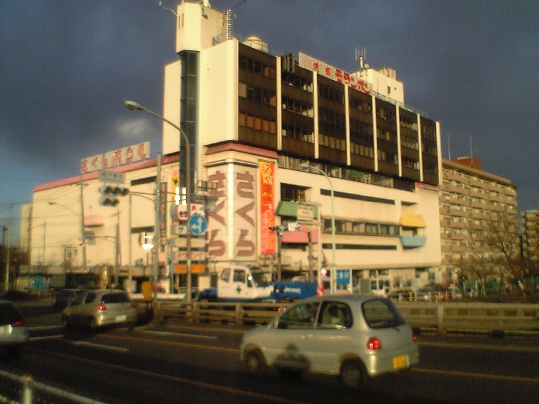
府中市と多摩市を結ぶ鎌倉街道の多摩川に架かる関戸橋の真横に位置していた「さくらサンリバー」。2006年解体撤去。
ゲームセンター、カラオケ、ボウリング場、食品館を有する複合商業施設であった。
看板に「さくら」「モランボン」の文字が見える。京王線中河原駅の駅舎にも近かったため電車内からも見えた。

会社の生みの親である、全演植（チョン・ヨンシク）・鎭植（ジンシク）兄弟は朝鮮全羅南道出身（演植は「慶尚南道生まれ」であるとする文献も存在する）。
1941年に内地に渡り、太平洋戦争後に闇市での麦芽飴の製造販売を皮切りに、北多摩郡府中町（現：府中市）を拠点に各種事業を展開した。
1951年3月、弟・鎭植は父と兄・演植の3人で「さくら遊技場」というパチンコ店を開店した。
1958年3月、スーパーマーケット「さくらコマース」（開業当時の店名は「さくら食品デパート」）1号店がオープン。
1960年（昭和35年）7月13日に資本金400万円で株式会社さくら食品デパートを設立。
1962年（昭和37年）5月に株式会社さくら食品デパートへ社名変更した。
1993年12月、兄・演植が死去。その息子の尚烈（サンヨル）が1994年から会社を引き継いでいる。
2005年、焼肉店などの外食産業部門をグループ会社のモランボンへ移管し、さくらコマースとしては飲食店経営から撤退した。

## 社名の由来
全兄弟が朝鮮半島から日本に渡ったのが、桜が咲き始める3月であった。このことと日本の地域住民に永く愛され商売をする意味で、日本人が好む桜の花にちなみ、屋号に「さくら」を入れた。
また3月は兄弟が店を始め、演植が誕生および結婚した月でもあり、3月にちなんで「第三さくら」「さくら三番館」など店名に「3」の数字を入れた店舗もある。

## スーパーマーケット事業
かつては東京多摩地域を中心に展開していたが、2020年11月30日をもって府中フォーリス店が閉店したことにより、スーパーマーケット部門全ての店舗が営業を終了した。

### 過去の店舗

#### スーパー

##### 府中市
- 府中食品店（府中市1-10-13[10]、1958年（昭和33年）4月3日開店[10] - 閉店）

売場面積1,185m2。
取扱商品：食料品・雑貨。
- 府中衣料店（府中市1-10-13[10]、1963年（昭和38年）3月10日開店[10] - 閉店）

売場面積924m2。
取扱商品：衣料品。
- 府中フォーリス店（府中駅前・フォーリスB1F） - 2020年11月30日閉店[9]

最後まで営業していた店舗。
- くるまがえし店（武蔵野台駅） - 2017年9月30日閉店[11]

店舗所在地は府中市白糸台5-25-1。
1976年、公団住宅（現・UR）車返団地内に「さくらコマース 車返店」として開店。
2014年6月のリニューアルにより「さくら市場館 くるまがえし店」と店名変更。同時に、付近に出店していた日用品と酒販売専門の「げんき屋」も閉店。
跡地の建物には2018年2月15日、武蔵野台駅南口にも店舗のある丸正チェーン商事が「丸正くるまがえし店」として出店したが、2019年7月15日をもって閉店。再度空き店舗状態となっていたが、2020年2月28日にダイソー府中車返店がオープンした。
「げんき屋」の跡には、2018年2月28日にセブン-イレブン府中白糸台五丁目店が出店した。

##### 府中市以外の東京都
- 立川店（立川市錦町2-2-32[10]、1967年（昭和42年）4月1日開店[10] - 閉店）

売場面積1,000m2。
取扱商品：食料品・衣料品・雑貨。
- 国領店（調布市国領町3-2-2[18]、1967年（昭和42年）12月6日開店[18] - 閉店）

売場面積1,155m2。
取扱商品：食料品・衣料品・雑貨。
- 狛江店（狛江市和泉1862-2[18]、1967年（昭和42年）12月6日開店[18] - 閉店）

売場面積1,155m2。
取扱商品：食料品・衣料品・雑貨。
- 昭島魚河岸店（昭島市松原町1-7-5、 - 2013年2月10日閉店）[要出典]

その他、国立市にも店舗を展開していたが、すでに撤退している。

##### 埼玉県
- 所沢店（所沢市元町28-7[19]、1963年（昭和38年）12月1日開店[19] - 閉店）

売場面積1,000m2。
取扱商品：食料品・衣料品・雑貨。

## パチンコ店
- CHIKASAKU - さくら食品館 B1・1階（府中駅前）
- CHIKASAKU II - さくら食品館 2階
- スパークル 府中店 - くるる1F階（府中駅前）
- スパークルII 府中本町店 - カネタビル1階（府中本町駅）
- スパークル 亀戸店
- スパークルII 一橋学園店

### 過去の店舗
- さくらセンター 調布国領店（国領駅）- 1998年9月閉店

さくらコマースと関連の深い、有限会社和田商会による経営。
国領駅南地区再開発事業により閉店。跡地にはココスクエアが建設された。
- スパークル 一橋学園店（一橋学園駅北口） - 2014年3月23日閉店
- さくらパーク 府中店（府中駅） - 2015年1月12日閉店
- スパークル 上大岡店（上大岡駅）- 2015年9月13日閉店
- パーラー宮西 - さくら三番館B1・1F（府中駅前）- 2018年2月12日閉店

府中駅南口市街地再開発事業計画による、さくら三番館解体にともない閉店。

## シェアサイクル事業
- さくらシェアサイクル のりすけ

2017年7月7日、HELLO CYCLING（ハロー・サイクリング）のシェアサイクルサービスに参加する形で、シェアサイクル事業に進出した。

## 過去の事業
- ボウリング場

宮西ボウル - さくら三番館4Fにかつて存在した。2006年10月31日閉店。
さくらサンリバー（2006年解体。写真参照）にもボウリング場が存在した。
その他、喫茶店、居酒屋なども経営していたが、いずれも撤退している。
焼肉店はモランボン株式会社へ移管し「モランボン本店」として府中駅前さくら食品館4階で営業中。

## 関連企業
- モランボン株式会社

1972年設立。1980年、現社名へ社名変更。
- さくら保険サービス - さくら三番館6階

1972年4月、さくらグループの保険代理店「府中損保株式会社」として設立。
1998年1月、現社名へ社名変更。

## 競馬とのかかわり
府中市に東京競馬場がある土地柄、1953年頃からおもに会社名義で競走馬を所有するようになった。馬券をよく買っていた兄・演植は生前、馬主になるときに父親から反対され「馬は持っても、馬券は買うな」と言われて悩んだと語っている。

さくらコマースの勝負服

中央競馬におけるさくらコマースの勝負服の色はピンクがベース（桃、白一本輪、桃袖）で、競走馬名に「サクラ」の冠名を用いていることから、のちに同社の所有馬の総称として「サクラ軍団」という名称が生まれた（このような例はメジロ・マチカネ・マイネルなど他にもある）。社名から冠名を取っている。
軍団最初の勝ち馬となったのはハヤサクラという名前のアングロアラブだった。その後次第に頭数も増え、重賞クラスで健闘する馬も登場し始め、1973年にサクライワイが初の重賞勝ち馬となった。以降GI優勝馬を含め、数多くの重賞優勝馬を所有している。
かつてのサクラ軍団の競走馬は美浦の境勝太郎厩舎に所属し、境勝太郎の娘婿でもあった小島太が騎乗することが非常に多かった。これは境と小島が全演植と親しかったことが影響している。しかしサクラのすべての馬が該当したわけではない。サクラショウリやサクラスターオーは境厩舎の馬ではなかったし、サクラスターオーには小島はほとんど騎乗していない（そのころの小島が、早坂太吉率いる「モガミ軍団」に気が移りかけていたという事情があり、それに対して全が不快感を示した結果）。また境の息子の境征勝の厩舎に所属する競走馬もいた。騎手については小島のほか、東信二や境勝太郎厩舎所属の木藤隆行や高橋明らも多く起用されていた。
境勝太郎が調教師を引退し、小島が調教師に転向した1996年頃からは「サクラ＝境・小島」という大方の構図は必ずしも当てはまらなくなった。その要因のひとつとして、小島がさくらコマース以外の馬主（西川清など）の所有馬を多く管理するようになったことが挙げられる。現在、さくらコマースの所有馬は栗東、美浦を問わずさまざまな厩舎で管理されている。
またサクラ軍団は地元の東京競馬場での勝利が目立ったが、境勝太郎の調教師引退以降は東京競馬場での重賞競走に縁がなく、サクラキャンドルが府中牝馬ステークスを勝利した後は、サクラセンチュリーがアルゼンチン共和国杯を勝利するまで9年の空白期間があった。

### さくらコマース所有の競走馬一覧（重賞優勝馬）
サクラといえば牡馬。そして「サクラ○○○オー」という名の馬が多い。サクラ軍団の活躍馬には伝統的に豊かなスピードをもつ競走馬が多く、サクラユタカオーやサクラバクシンオーなど距離ごとのレコードホルダーとなった馬もいる。伝統的にステイヤー育成に力を入れていたメジロ牧場が存在していた頃、同牧場との対比として「スピードのサクラ、スタミナのメジロ」との対比がなされたこともある。
2009年7月26日終了時点で中央競馬重賞74勝であったが、2010年代以降は目立った活躍がなくなったのみならず、所有している競走馬自体が少なくなっている。
- サクライワイ - 1973年函館3歳ステークス、1974年スプリンターズステークス、1975年安田記念、スプリンターズステークス
  - 芝1200メートル元レコードホルダー
- サクラオンリー - 1975年東京障害特別（春）、1976年中山大障害
  - 1976年優駿賞最優秀障害馬
- サクラショウリ - 1978年東京4歳ステークス、東京優駿（日本ダービー）、セントライト記念、1979年アメリカジョッキークラブカップ、目黒記念、宝塚記念
  - 1978年優駿賞最優秀4歳牡馬
- サクラシンゲキ - 1979年函館3歳ステークス、1980年京王杯オータムハンデキャップ、1981年スプリンターズステークス、京王杯オータムハンデキャップ
  - 1981年スプリンター賞
- サクラエイリュウ - 1979年ステイヤーズステークス、1980年七夕賞
- サクラゴッド - 1980年スプリンターズステークス
- サクラトウコウ - 1983年函館3歳ステークス、1986年七夕賞
- サクラシンボリ - 1984年エプソムカップ（全演植名義）
- サクラサニーオー - 1985年京成杯、1986年アルゼンチン共和国杯
- サクラガイセン - 1985年アメリカジョッキークラブカップ
- サクラユタカオー - 1985年共同通信杯4歳ステークス、1986年大阪杯、毎日王冠、天皇賞（秋）
  - 1986年優駿賞最優秀古馬牡馬
  - 芝1800メートルおよび芝2000メートル元レコードホルダー
- サクラレイコ - 1986年モルニ賞[23]
- サクラスターオー - 1987年弥生賞、皐月賞、菊花賞
  - 1987年JRA賞年度代表馬・最優秀4歳牡馬
- サクラチヨノオー - 1987年朝日杯3歳ステークス、1988年弥生賞、東京優駿（日本ダービー）
- サクラホクトオー - 1988年朝日杯3歳ステークス、1989年セントライト記念、1990年アメリカジョッキークラブカップ
  - 1988年JRA賞最優秀3歳牡馬
- サクラサエズリ - 1989年京成杯3歳ステークス
  - 1989年JRA賞最優秀3歳牝馬
- サクラバクシンオー - 1992年クリスタルカップ、1993年スプリンターズステークス、1994年ダービー卿チャレンジトロフィー、スワンステークス、スプリンターズステークス
  - 1994年JRA賞最優秀短距離馬
  - 芝1200メートルおよび芝1400メートル元レコードホルダー
- サクラセカイオー - 1993年エプソムカップ
- サクラエイコウオー - 1994年弥生賞、1996年七夕賞
- サクラスーパーオー - 1994年皐月賞2着
- サクラチトセオー - 1994年中山記念、京王杯オータムハンデキャップ、1995年アメリカジョッキークラブカップ、天皇賞（秋）
  - 1995年JRA賞最優秀古馬牡馬
  - 芝1600メートル元レコードホルダー
- サクラハイスピード - 1994年川崎記念（全演植名義）、1994年グランドチャンピオン2000および1994年・1995年東京盃（全尚烈名義）
- サクラローレル - 1995年中山金杯、1996年中山記念、天皇賞（春）、オールカマー、有馬記念
  - 1996年JRA賞年度代表馬・最優秀古馬牡馬
- サクラキャンドル - 1995年クイーンステークス、エリザベス女王杯、1996年府中牝馬ステークス
- サクラスピードオー - 1996年京成杯、共同通信杯4歳ステークス
- サクラエキスパート - 1997年愛知杯
- サクラヴィクトリア - 2002年関東オークス
- サクラプレジデント - 2002年札幌2歳ステークス、2003年札幌記念、2004年中山記念
- サクラセンチュリー - 2004年鳴尾記念、2005年日経新春杯、アルゼンチン共和国杯
- サクラメガワンダー - 2005年ラジオたんぱ杯2歳ステークス、2006年鳴尾記念、2008年鳴尾記念、2009年金鯱賞
- サクラハーン - 2007年星雲賞、2008年赤レンガ記念
- サクラオリオン - 2009年中京記念、函館記念
- サクラゴスペル - 2013年オーシャンステークス、2015年オーシャンステークス[24]、京王杯スプリングカップ
- サクラプレジール - 2013年フラワーカップ
- サクラアンプルール - 2017年札幌記念
- サクラトゥジュール - 2024年東京新聞杯、2025年京都金杯